# Isophrictis actiella
Isophrictis actiella är en fjärilsart som beskrevs av Barnes och August Busck 1920. Isophrictis actiella ingår i släktet Isophrictis och familjen stävmalar. Inga underarter finns listade i Catalogue of Life.